# Nembrionic
Nembrionic byla nizozemská grindcore/death metalová kapela založená v roce 1988 ve městě Zaanstad původně pod názvem Nembrionic Hammerdeath. Šlo o jednu z prvních nizozemských deathmetalových skupin, ve stejném roce vznikli např. známější Sinister. K přejmenování na Nembrionic došlo v roce 1994.
Debutní studiové album Psycho One Hundred vyšlo v roce 1995. V roce 1999 kapela definitivně zanikla. Celkem vydala tři studiová alba.

## Diskografie

### Dema
- Nembrionic Hammerdeath (1989) – ještě pod názvem Nembrionic Hammerdeath
- Lyrics of Your Last Will (1991) – ještě pod názvem Nembrionic Hammerdeath

### Studiová alba
- Psycho One Hundred (1995)
- Briljant, Hard en Geslepen (1996)
- Incomplete (1998)

### EP
- Themes on an Occult Theory (1993) – ještě pod názvem Nembrionic Hammerdeath
- Bloodcult (1997)

### Split nahrávky
- Beautyfilth / Tempter (1993) – společně s kapelou Consolation, ještě pod názvem Nembrionic Hammerdeath
- Hardcore Leeft (1994) – společně s kapelami Consolation a Osdorp Posse